# 拉萨市群众艺术馆
拉萨市群众艺术馆是中国西藏自治区拉萨市的市级群众艺术馆，位于拉萨市桑钦东路。
拉萨市群众艺术馆在抢救和保护原西藏宫廷乐舞——噶尔乐舞的工作中发挥了重要作用。噶尔乐舞原本是流传于拉萨布达拉宫和日喀则扎什伦布寺等地的宫廷乐舞。1982年，在拉萨市人民政府的领导下，拉萨市群众艺术馆主持邀请原噶尔本（噶尔乐舞官）巴桑顿珠和3位原噶尔艺人抢救噶尔乐舞，此后拉萨市群众艺术馆整理出版了《供云噶尔》一书。